# CUPRA Formentor
CUPRA Formentor je kompaktní crossover SUV (segment C) vyráběný španělským výrobcem automobilů SEAT pod sportovní značkou CUPRA.
Kupé SUV je prvním vozem navrženým specificky pro značku CUPRA. Sériově vyráběná verze byla odhalena v březnu 2020 po odkladu kvůli zrušení Ženevského autosalonu.
Koncepční vůz v téměř sériové podobě byl představen na Ženevském autosalonu 2019.
Model dostal označení podle poloostrova Formentor na španělském ostrově Mallorca [majorka].

## Specifikace

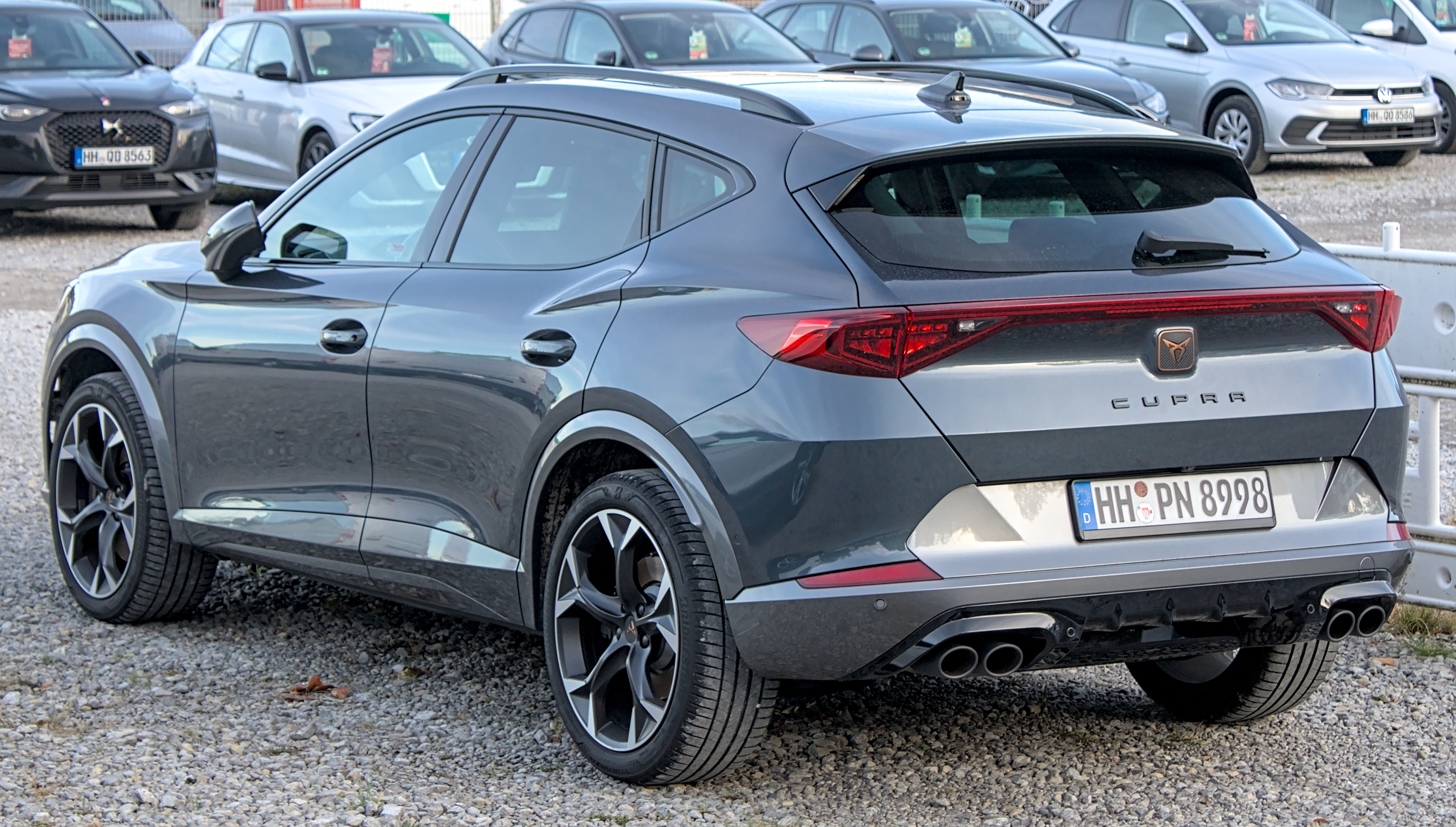
Cupra Formentor

Formentor se dodává ve verzi Plug-in hybrid s motorem 1,4 litru a nejvyšším výkonem 245 k (180 kW). Vrcholný přeplňovaný motor 2,0 litru s nejvyšším výkonem 310 k (228 kW) je vyhrazen verzi VZ (zkratka je odvozena ze španělského slova „veloz“ s významem „rychlý“). Verze Plug-in hybrid nabízí v režimu výhradně elektrického pohonu dojezd cca 50 km. Všechny varianty jsou vybaveny 7stupňovou převodovkou DSG.
Na sklonku června roku 2022 rozjeli výrobu limitované série v plánovaném počtu 999 kusů; ediční vozy pohání 2,5litrový pětiválec o výkonu 390 koňských sil. Na český trh by měly doputovat první kusy v září tohoto roku.